# آن-ماری
آن-ماری رز نیکلسون (انگلیسی: Anne-Marie Rose Nicholson؛ زادهٔ ۷ آوریل ۱۹۹۱) خواننده و ترانه‌نویس انگلیسی است. چندین تک‌آهنگ او از جمله تک‌آهنگ شمارهٔ یک «لالایی»، و «دوست» و «۲۰۰۲» در جدول تک‌آهنگ‌های بریتانیا راه یافته‌است. نخستین آلبوم استودیویی او به نام حرف دلتو بزن در ۲۷ آوریل ۲۰۱۸ منتشر شد و در شمارهٔ سه جدول آلبوم‌های بریتانیا قرار گرفت.
نیایش 

## اوایل زندگی
آن-ماری نیکلسون در ۷ آوریل ۱۹۹۱ در تیلبری شرقی، اسکس انگلیس به دنیا آمد و در همان‌جا بزرگ شد، پدرش اصلیتی ایرلندی دارد در حالی که مادرش اهل اسکس است. آن-ماری از ۹ سالگی کاراته کار می‌کند و دارندهٔ مدال طلا و نقرهٔ مسابقات قهرمانی در جامائیکا در سال ۲۰۰۷ است. وی فعالیت حرفه‌ای موسیقی خود را از سال ۲۰۱۳ آغاز کرده‌است.
در آوریل ۲۰۱۸ او اعلام کرد که دوجنس‌گرا است. وی همچنین در سال ۲۰۱۸ در تولد ۹۲ سالگی ملکه الیزابت دوم انگلستان اجرا کرده‌است.

## ترانه‌شناسی
- حرف دلتو بزن (۲۰۱۸)
- درمان (۲۰۲۱)[۶]